# Amok (fumetto)
Amok è un personaggio immaginario ideato da Cesare Solini e protagonista di varie serie a fumetti pubblicate in Italia dal 1946 al 1950, varie volte ristampate fino agli anni novanta; ha avuto edizioni estere pubblicate tradotte in Francia, Spagna, Argentina e Turchia oltre che in Svezia con il titolo di Kilroy.

## Storia editoriale
Il personaggio, le cui avventure si ispirano a quelle del coevo Uomo mascherato, fu ideato da Phil Anderson, pseudonimo di Cesare Solini, che ne curò i testi e le sceneggiature, e disegnato Tony Chan, pseudonimo di Antonio Canale. I testi di alcune storie sono stati scritti da Gian Luigi Bonelli e Franco Baglioni e i disegni realizzati da Frank Donat, pseudonimo di Franco Donatelli.
Nel 1946 le storie del personaggio realizzate da di Cesare Solini e Antonio Canale vennero pubblicate - alternandosi a quelle di altri personaggi come Charlie Chan e Gim Toro - nella prima serie della collana Avventure e Mistero pubblicata dalle Edizioni Juventus fino al 1948 per 50 numeri. A questa prima serie ne seguì una seconda, nel 1949, nella quale alle storie del personaggio si alternavano stavolta solo a quelle di Gim Toro ed edita per 16 numeri. Lo stesso anno esordì sempre nella stessa collana la terza serie ma con una testata autonoma con storie scritte stavolta da Franco Baglioni ma disegnate sempre da Antonio Canale; la serie venne edita per 29 albi fino al 1950. Vennero poi editi in Francia da Sagèdition due volumi di grande formato a colori con storie realizzate da Gian Luigi Bonelli ma sempre disegnate da Antonio Canale; i due volumi vennero poi tradotti e pubblicati in Italia dalle Edizioni Juventus tra la fine del 1948 e l’inizio del 1949. Negli anni cinquanta le storie del personaggio vennero ristampate in varie collane di breve durata. Una nuova serie di ristampe si ebbero negli anni settanta e novanta edite da altri editori.
La serie ebbe un discreto successo tanto da essere ristampata molte volte in Italia e tradotta in Francia, Spagna, Argentina e Turchia; in Svezia la serie fu tradotta e stampata con il nome di Kilroy; quando la sua pubblicazione in Italia fu sospesa, il fumetto continuò a venire pubblicato in Svezia con nuove avventure originali disegnate da Rolf Gohs.

## Trama
Amok è il classico giustiziere mascherato dal fisico possente. Il suo costume è caratterizzato dal disegno di una testa di felino con le fauci aperte che ne orna il torace. L'eroe giavanese vive e agisce in Asia dove combatte contro la banda dello scorpione che ha rapito la sua fidanzata Nikita. Il fedele leopardo di nome Kyo e lo scrittore e reporter statunitense Bill Davidson lo aiutano nella strenua lotta contro l'ingiustizia e contro Mr. Kroll, capo della terribile banda.